# Kontsek Jolán
Kontsek Jolán, férjezett nevén Kleiber Ferencné vagy Kleiberné Kontsek Jolán (Budapest, 1939. augusztus 29. – Budapest, 2022. július 20.) olimpiai bronzérmes dobóatléta, diszkoszvető, súlylökő, gerelyhajító, edző. Az Újpesti Dózsa dobóatlétája. 1960-tól szerepelt a magyar válogatottban. Kiemelkedő eredményeit diszkoszvetésben érte el. Az 1960-as években Magyarországon a szakág meghatározó egyénisége volt. 15 alkalommal javította meg a magyar csúcsot. Ő az első magyar női diszkoszvető, aki túldobta az ötven (1960), majd a hatvan (1971) métert. Az 1968-ban, Mexikóvárosban szerzett bronzérmével máig az egyetlen magyar diszkoszvetőnő, aki olimpián érmet tudott nyerni. 1965-ben az év magyar női sportolójává választották. Két olimpián volt a magyar csapat tagja, 1964-ben diszkoszvetésben és súlylökésben, 1968-ban diszkoszvetésben versenyzett. Sportolói pályafutását 1975-ben fejezte be.

## Pályafutása

### 1955–1960
Úszóként kezdett sportolni. A diszkoszvetéssel a gimnáziumban ismerkedett meg. 1955-ben lett a Budapesti Dózsa majd Újpesti Dózsa dobóatlétája. 1958 júliusában a felnőtt ob-n hatodik helyezett volt 40 méterrel. Augusztusban a Budapest-Ljubljana viadalon 42,26 méterre javította az egyéni csúcsát. Egy év múlva már 47,30 méter volt a legjobb eredménye. Az ob-n negyedik helyezést ért el. 1960 májusában 48,62 méterre, júliusban 49,54 méterre javította a legjobbját. A július végi ob-n első lett és 50,28 méterrel megdöntötte Bognár Judit magyar csúcsát. Ugyanekkor súlylökésben is bajnok lett. Augusztusban a Csehszlovákia elleni viadalon mutatkozott be a válogatottban. Még ebben a hónapban tovább javította a magyar csúcsot.

### 1961–1964
1961-ben már a szezon elején országos rekordot ért el. A következő hónapokban már rendszeresen 50 méter felett teljesített a versenyeken. Július közepén egy hét alatt háromszor is megjavította a csúcsát. Augusztus végén a Budapest-bajnokságon újabb rekordot állított fel. Másnap súlylökésben ért el egyéni csúcsot (14,46 m). A szófiai universiadén súlylökésben hatodik, diszkoszvetésben harmadik lett. Az országos bajnokságon hatodszorra javította meg a magyar csúcsot az évben. Súlylökéseben 14,73 méteres bajnoki csúccsal védte meg a címét.
1962-ben már május elején egyéni csúcsot (14,87 m) ért el súlylökésben. Másnap diszkoszvetésben több mint egy méterrel javított a magyar csúcson. A hónap végén 15 méter fölé jutott súlylökésben. Júniusban Prágában, Pardubicében majd Varsóban nyert versenyt. Júliusban a moszkvai Znamenszkij-emlékversenyen csak 36 cm-rel maradt el a világcsúcstartó Tamara Pressztől. Egy hét múlva Budapesten 55 méter fölé jutott.A hónap végén ismét Press mögött lett második, ezúttal Helsinkiben. Augusztusban újra magyar bajnok lett. A szeptemberi Európa-bajnokságon bronzérmet szerzett. Ezt követően Bukarestben 55,37 méterrel nyert versenyt.
Az 1963-as felkészülése alatt már csak a diszkoszvetésre edzett. A szezon elején hazai versenyeken többször is 54 méter fölé jutott. Ezután betegség és sérülés hátráltatta. Júniusban Berlinben és Schwerinben egy-egy harmadik hellyel (50,69 m, 50,88 m) kezdett a nemzetközi versenyein. Az universiadén diszkosszal második, súlylökésben harmadik lett. Az 1963-as magyar atlétikai bajnokságon mindössze 48,75 méterrel második lett. Eben az évben a teljesítménye elmaradt a várttól.
A következő évben május elején 51,88 méterrel kezdett, majd egy hét múlva már 55,22 méterrel folytatta. Júniusban Szófiában harmadik (54,02 m), Bécsben első, a budapesti nemzetközi versenyen második (53,59 m) volt. Júliusban 54,17 méterrel magyar bajnok lett. Augusztusban 15,14 méterrel egyéni csúcsot ért el súlylökésben. Az olimpia előtt a nyolcadik helyen állt a világranglistán. Az olimpián súlylökésben 14,52 méterrel elmaradt a selejtező szinttől (15 m). Diszkosszal hatodik lett (54,87 m).

### 1965–1968
1965 májusában 15,39 méterre javította a legjobb súlylökő eredményét. Június végén Berlinben nyert versenyt (52,73 m). Júliusban Prágában ért el harmadik helyezést (53,58 m). Az országos bajnokságon egyéni csúccsal (15,59 m) lett második súlylökésben. Másnap diszkoszvetésben 57,34 méterrel megdöntötte Stugner Judit magyar csúcsát, majd 57,86 méterrel tovább javította azt. Ezzel az eredménnyel feljött a világranglista második helyére. Augusztus végén az universiadén aranyérmes lett, megelőzve Tamara Presszt. Szeptemberben a csapat Európa-kupán 56,75 méterrel nyert és ismét legyőzte Presszt. Az év végén a legjobb magyar atlétának és sportolónőnek választották.
1966 májusában egy 54,22 méteres dobással kezdte a versenyszezont. Ezután visszaestek az eredményei (51-53 méter). Állandó fáradtsága miatt nem tudta elvégezni az edzésmunkát. Június közepén vakbélműtétje volt. Körülbelül két hét kihagyás után állhatott újra edzésbe. Még azon a héten 54,90 méterrel az addigi legjobb eredményét érte el a szezonban. A hónap végén magyar bajnok lett (54,22 m). A budapesti Eb előtt a hetedik eredménnyel rendelkezett az indulók között. Az Európa-bajnokság döntőjében elsőre dobta meg a negyedik helyezést jelentő 56,24 métert.
1967 márciusában a bokáján izomszakadás szenvedett.Májusban 54,54 méterrel kezdte a szezont. Ezután Bariban volt második (53,50 m), majd Potsdamban győzött (56,22 m). Júliusban Berlinben negyedik (52,60 m), Kölnben második (55,34 m) volt. A hónapot egy budapesti versenyen elért 56,50 méterrel zárta, ami az év addigi legjobb hazai eredménye volt. Egy hét múlva a Népstadionban 57,04 méterrel már az éves világranglista második helyére kapaszkodott fel. Ezután a moszkvai Znamenszkij-emlékversenyen második volt 55,66 méterrel. A drezdai Európa-kupa elődöntőn 57,24 méterrel második lett. Augusztusban az Európa-válogatottban tartalék volt az Európa-USA találkozón. Szeptemberben az Európa-kupa döntőjében harmadik volt 55,72 méterrel. A hónap végén ismét magyar bajnok lett.
A következő év májusában 56,20 méterrel kezdte a szezont. A hónap végén egy csapatbajnoki találkozón 58,02 méteres országos csúcsot dobott. Június elején Szófiában nyert versenyt (54,46 m), majd Szombathelyen 57,02 métert, Budapesten 57,14 métert ért el. Ezután beállította az országos csúcsát. Júliusban Kölnben harmadik (53,97 m), a román nemzetközi bajnokságon negyedik (53,72 m) lett. Az országos bajnokságon ismét aranyérmes lett. Szeptemberben Duisburgban nyert versenyt. Az olimpia előtt kilencedik helyen állt a világranglistán. Az olimpián az esőben rendezett versenyen 54,90 méterrel bronzérmet szerzett.

### 1969–1975
1969 augusztusában gyermeke született, így a teljes szezont kihagyta. Az edzéseket 1970 elején kezdte újra. Az április végi szezonnyitó versenyen 54,80 métert ért el. Július 20-án egy budapesti versenyen 56,52 méterig jutott. Egy hét múlva 60 méterre javította a magyar rekordot. A hatodik női diszkoszvető volt a világon, aki elérte a 60 méteres határt. Az augusztusi magyar bajnokságon 59,72 méterrel győzött.
1971 májusában 55 méterrel kezdte az évet. Június végén az országos bajnokságon 57,68 méterrel lett aranyérmes. Az augusztusi Európa-bajnokságon 55,06 méterrel kilencedik lett. Két hét múlva a Ganz–MÁVAG versenyén 60,18 méterrel a magyar csúcsot dobott.
1972 tavaszától egy ideggyulladás nehezítette a felkészülését. Június elején 56,90 méterrel második lett Mainzban. A magyar bajnokságon tizenegyedik bajnoki címét nyerte meg. Augusztusban kiújult egy korábbi hátsérülése is. Néhány nap múlva bejelentették, hogy orvosi javaslatra nem indul az olimpián. Az év végén lemondta a válogatottságot.
Az 1973-as magyar bajnokságon 53,40 méterrel második lett. Augusztus közepén 56,26 méterrel nyert versenyt. A hónap végétől ismét szerepelt a válogatott színeiben. 1974-ben és 1975-ben újra második volt az ob-n.

### Edzőként, pedagógusként
1967-ben a Testnevelési Főiskolán tanári oklevelet, 1969-ben a Testnevelési Főiskola Továbbképző Intézetében szakedzői oklevelet szerzett. Visszavonulása után 1996-ban történt nyugdíjba vonulásáig testnevelő tanár (Megyeri úti általános iskola), illetve az Újpesti Dózsa, majd az UTE atlétika szakosztályának dobóedzője volt. Tanítványai: Malovecz Zsuzsa gerelyhajító, Herth Hajnal súlylökő.

## Sporteredményei
Diszkoszvetés
- olimpiai 3. helyezett: 1968, Mexikóváros (54,90 m)
- olimpiai 6. helyezett: 1964, Tokió (54,87 m)
- Európa-bajnoki 3. helyezett: 1962, Belgrád (52,82 m)
- Európa-bajnoki 4. helyezett: 1966, Budapest (56,24 m)
- Universiade-győztes: 1965, Budapest (55,66 m)
- Universiade 2. helyezett: 1963, Porto Alegre (50,92 m)
- Universiade 3. helyezett: 1961, Szófia (52,61 m)
- az előolimpia győztese (1967)
- tizenegyszeres magyar bajnok: 1960–1962, 1964–1968, 1970–1972
  - ezüstérmes: 1963, 1973, 1974, 1975
- nyolcszoros magyar csapatbajnok: 1959, 1964–1968, 1970, 1971
- tizenötszörös országos csúcstartó

Súlylökés
- olimpiai résztvevő: 1964, Tokió (14,52 m, helyezetlen)
- Universiade 3. helyezett: 1963, Porto Alege (14,75 m)
- Universiade 6. helyezett: 1961, Szófia (14,16 m)
- kétszeres magyar bajnok: 1960, 1961
  - ezüstérmes: 1964, 1965, 1966, 1967, 1970
  - bronzérmes: 1963, 1968
- négyszeres magyar csapatbajnok: 1965–1967

Gerelyhajítás
- Universiade 4. helyezett: 1963, Porto Alegre (39,60 m)
- magyar csapatbajnok (1973)

### Rekordjai
diszkoszvetés
- 50,28 m (1960. július 29., Budapest) magyar csúcs[9]
- 50,96 m (1960. augusztus 20., Budapest) magyar csúcs[11]
- 51,53 m (1961. április 29., Budapest) magyar csúcs[12]
- 51,60 m (1961. július 15., Budapest) magyar csúcs[13]
- 52,27 m (1961. július 20., Budapest) magyar csúcs[14]
- 52,58 m (1961. július 22., Budapest) magyar csúcs[15]
- 53,19 m (1961. augusztus 26., Budapest) magyar csúcs[16]
- 53,85 m (1961. szeptember 8., Budapest) magyar csúcs[19]
- 54,92 m (1962. május 6., Budapest) magyar csúcs[22]
- 55,53 m (1962. július 7., Budapest) magyar csúcs[28]
- 57,34 m (1965. augusztus 1., Budapest) magyar csúcs[50]
- 57,86 m (1965. augusztus 1., Budapest) magyar csúcs[50]
- 58,02 m (1968. május 25., Budapest) magyar csúcs[76]
- 60,00 m (1970. július 27., Budapest) magyar csúcs[90]
- 60,18 m (1971. augusztus 28., Budapest) magyar csúcs[96]

### Legjobb eredményei évenként
diszkoszvetés
- 1959: 47,30 m
- 1960: 50,96 m (magyar ranglista: 1.; világranglista: 22.)[106][107]
- 1961: 53,85 m (1.; 4.)[108]
- 1962: 55,53 m (1.; 3.)[109][110]
- 1963: 54,53 m (1.; 8.)[111][112]
- 1964: 55,22 m (1.; 9.)[113][114]
- 1965: 57,86 m (1.; 2.)[115][116]
- 1966: 56,42 m (1.; 6.)[117][118]
- 1967: 57,24 m (1.; 3.)[119][120]
- 1968: 58,02 m (2.; 9.)[121][122]
- 1969: –
- 1970: 60,00 m (1.; 9.)[123][124]
- 1971: 60,18 m (1.; 10.)[125][126]
- 1972: 57,72 m (1.; 23.)[127][128]
- 1973: 56,26 m (2.; 30.)[129][130]
- 1974: 55,20 m (4.)[131]
- 1975: 53,94 m (4.)[132]

súlylökés
- 1959:
- 1960: 13,85 m (magyar ranglista: 3.)
- 1961: 14,73 m (3.)
- 1962: 15,11 m (2.)
- 1963: 14,75 m (3.)
- 1964: 15,19 m (2.)
- 1965: 15,59 m (2.)
- 1966: 14,93 m (3.)
- 1967: 15,19 m (2.)
- 1968: 15,42 m (2.; 27.)
- 1969: –
- 1970: 15,06 m (3.)
- 1971: 15,18 m (4.)
- 1972: 14,69 m (4.)
- 1973: 14,45 m (6.)
- 1974: 14,57 m (9.)
- 1975: 13,98 m (10.)

## Díjai, elismerései
- Magyar Népköztársaság Érdemes Sportolója (1962)[133]
- Az év magyar sportolónője választás, második helyezett (1962)[134]
- Magyar Népköztársasági Sportérdemérem bronz fokozata (1964)[135]
- Az év magyar atlétája (1965)
- Az év magyar sportolónője (1965)
- Magyar Népköztársasági Sportérdemérem ezüst fokozata (1968)[136]
- Magyar Népköztársaság Kiváló Sportolója (1970)[137]
- Magyar sportért (1996)[138]